# بانک آریا
بانک آریا. نام بانکی است که در اواخر سال ۱۳۸۹ اقدام به پذیره‌نویسی نمود اما در مرداد ۱۳۹۰ روند ارائهٔ مجوز به آن توسط بانک مرکزی ایران متوقف گردید. مالکان اصلی این بانک با نام مه‌آفرید امیرخسروی و بهداد بهزادی، در شهریور ۱۳۹۰ متهم به اختلاس ۳ هزار میلیارد تومانی شدند که از بزرگ‌ترین اختلاس‌های تاریخ ایران به شمار می‌آید. بهداد بهزادی بود که از شرکای اصلی مه‌آفرید امیرخسروی و نمایندهٔ هیئت مؤسس بانک آریا بود که تمامی سهام بانک آریا را در کمتر از پانزده دقیقه پذیره‌نویسی کرده بودند. 
شرکت تأمین سرمایهٔ تامین سرمایه امین متعهد پذیره‌نویسی این بانک در فرابورس بوده‌است و مدیر عامل آن (محمد آرام بنیار) از دسترسی بانک آریا به بازار تا حدود سه هزار میلیارد تومان سخن گفته بود.
رئیس بانک مرکزی در ۲۷ شهریور ۱۳۹۰ گفت: «مجوزی برای فعالیت بانک آریا اعطاء نشده‌است و بانک آریا تنها یک موافقت دارد.»
وی افزود که اموال این بانک بلوکه شده‌است.